# Бандихон
Бандихон (узб. Bandixon / Бандихон) — городской посёлок (до 1992 года — кишлак) в Сурхандарьинской области Узбекистана, центр Бандихонского района (в 2010—2019 годах подчинялся Кизирикскому району).

## История
Носит статус посёлка городского типа с 1992 года. Вокруг посёлка находится множество исторических холмов, среди которых — Бандихонтепа, Киндиктепа, Газимуллатепа и Ялангтуштепа. Кроме того, на окраине посёлка находятся развалины древней плотины.
Население, в основном, занято сельскохозяйственными работами. Кроме сельского хозяйства, в посёлке имеются небольшие частные и государственные предприятия по разным отраслям лёгкой промышленности.

## География
Посёлок расположен в 30 км к северу от железнодорожной станции и города Кумкурган. Расстояние до Термеза — около 100 км к югу.

## Население
Население посёлка — более 10 000 человек (2000).

## Этимология
Гидроним Bandixon генетически восходит к типу персидского изафета — band + i + xon — «запруда хана» («построен ханом»).